# Championnat d'Asie du Sud-Est de Formule 4 2017-2018
La saison 2017-2018 du championnat de Formule 4 d'Asie du Sud-Est était la deuxième saison du championnat de Formule 4 d'Asie du Sud-Est. Il débute le 30 septembre 2017 sur le circuit international de Sepang et se termine le 15 avril 2018 au même endroit, après 29 courses réparties sur cinq manches dans trois pays.

## Pilotes
|     | Conducteur           | Manches |
| --- | -------------------- | ------- |
| 1   | Hibiki Taira         | 4–5     |
| 3   | Kane Berger          | Toutes  |
| 9   | Shivin Sirinarinthon | 1–2     |
| dix | Timothée Yeo         | 5       |
| 15  | Timothée Yeo         | 2       |
| 16  | Benson-Lin           | 4       |
| 17  | Nazim Azman          | 1, 3, 5 |
| 19  | Ben Grimes           | 2–3     |
| 19  | Isyraf Danois        | 1       |
| 77  | Isyraf Danois        | 5       |
| 22  | Alister Yoong        | 4       |
| 23  | Muizz Musyaffa       | 4–5     |
| 27  | Ugo de Wilde         | 3–4     |
| 28  | Alessandro Ghiretti  | 5       |
| 29  | Michel Cheah         | 4       |
| 30  | Eshan Pieris         | 1, 4    |
| 31  | Armand Johany        | 5       |
| 32  | Presley Martono      | 5       |
| 33  | Sam Grimes           | 2–3     |
| 38  | Arsh Johany          | 5       |
| 42  | Luc Thompson         | Toutes  |
| 45  | Sasakorn Chaimongkol | 3       |
| 55  | Daniel Cao           | Toutes  |
| 66  | Danial Frost         | 1       |
| 72  | Nayan Chatterjee     | 1       |
| 78  | Aaron Amour          | 4       |
| 88  | Perdana Putra Minang | 1       |
| 93  | Adam Khalid          | 2       |
| 95  | Adam Khalid          | 4       |
| 99  | Liam Laurent         | 4       |

## Calendrier et résultats des courses
Le calendrier final fut publié le 4 juillet 2017. La première manche à Sepang se tiendra en soutien au Grand Prix de Malaisie 2017, tandis que les deux dernières manches à Buriram et Sepang soutiendront l'Asian Le Mans Series 2017-2018.
En raison d'un incident impliquant le pilote de Formule 1 Romain Grosjean, qui a nécessité des opérations de réparation de piste, la première course de la manche d'ouverture de Sepang a dû être reportée. Il a été annoncé plus tard que la manche serait raccourcie à 5 courses, la sixième course étant reportée à une date ultérieure.
Le 20 novembre, les organisateurs annulent la troisième manche du circuit international de Sentul en Indonésie en raison de complications logistiques. Il a été annoncé plus tard que la manche serait reportée à Buriram pour début décembre et enfin à Sepang pour la mi-avril en tant que finale de la saison.
| Round | Round | Circuit                                 | Date         | Pole Position                                | Fastest Lap                                  | Winning Driver                               | Supporting                                            |
| 2017  | 2017  | 2017                                    | 2017         | 2017                                         | 2017                                         | 2017                                         | 2017                                                  |
| ----- | ----- | --------------------------------------- | ------------ | -------------------------------------------- | -------------------------------------------- | -------------------------------------------- | ----------------------------------------------------- |
| 1     | R1    | Sepang International Circuit, Selangor  | 30 September | Danial Frost                                 | Daniel Cao                                   | Daniel Cao                                   | Grand Prix de Malaisie                                |
| 1     | R2    | Sepang International Circuit, Selangor  | 30 September |                                              | Daniel Cao                                   | Daniel Cao                                   | Grand Prix de Malaisie                                |
| 1     | R3    | Sepang International Circuit, Selangor  | 30 September | Danial Frost                                 | Nayan Chatterjee                             | Danial Frost                                 | Grand Prix de Malaisie                                |
| 1     | R4    | Sepang International Circuit, Selangor  | 1 October    |                                              | Nayan Chatterjee                             | Daniel Cao                                   | Grand Prix de Malaisie                                |
| 1     | R5    | Sepang International Circuit, Selangor  | 1 October    |                                              | Daniel Cao                                   | Nazim Azman                                  | Grand Prix de Malaisie                                |
| 1     | R6    | Sepang International Circuit, Selangor  | 1 October    | Race cancelled date due to track reparations | Race cancelled date due to track reparations | Race cancelled date due to track reparations | Grand Prix de Malaisie                                |
| 2     | R1    | Clark International Speedway, Mabalacat | 21 October   | Ben Grimes                                   | Ben Grimes                                   | Ben Grimes                                   |                                                       |
| 2     | R2    | Clark International Speedway, Mabalacat | 21 October   |                                              |                                              | Daniel Cao                                   |                                                       |
| 2     | R3    | Clark International Speedway, Mabalacat | 22 October   |                                              | Daniel Cao                                   | Daniel Cao                                   |                                                       |
| 2     | R4    | Clark International Speedway, Mabalacat | 22 October   | Daniel Cao                                   | Ben Grimes                                   | Daniel Cao                                   |                                                       |
| 2     | R5    | Clark International Speedway, Mabalacat | 22 October   |                                              | Ben Grimes                                   | Ben Grimes                                   |                                                       |
| 2     | R6    | Clark International Speedway, Mabalacat | 22 October   |                                              | Daniel Cao                                   | Daniel Cao                                   |                                                       |
| 2018  |       |                                         |              |                                              |                                              |                                              |                                                       |
| 3     | R1    | Chang International Circuit, Buriram    | 12 January   | Ugo de Wilde                                 | Ugo de Wilde                                 | Daniel Cao                                   | Asian Le Mans Series                                  |
| 3     | R2    | Chang International Circuit, Buriram    | 12 January   |                                              | Ugo de Wilde                                 | Ugo de Wilde                                 | Asian Le Mans Series                                  |
| 3     | R3    | Chang International Circuit, Buriram    | 12 January   |                                              | Nazim Azman                                  | Ugo de Wilde                                 | Asian Le Mans Series                                  |
| 3     | R4    | Chang International Circuit, Buriram    | 12 January   | Ugo de Wilde                                 | Kane Shepherd                                | Ugo de Wilde                                 | Asian Le Mans Series                                  |
| 3     | R5    | Chang International Circuit, Buriram    | 13 January   |                                              | Ugo de Wilde                                 | Ugo de Wilde                                 | Asian Le Mans Series                                  |
| 3     | R6    | Chang International Circuit, Buriram    | 13 January   |                                              | Nazim Azman                                  | Nazim Azman                                  | Asian Le Mans Series                                  |
| 4     | R1    | Sepang International Circuit, Selangor  | 3 February   | Eshan Pieris                                 | Daniel Cao                                   | Daniel Cao                                   | Asian Le Mans Series                                  |
| 4     | R2    | Sepang International Circuit, Selangor  | 3 February   |                                              | Eshan Pieris                                 | Eshan Pieris                                 | Asian Le Mans Series                                  |
| 4     | R3    | Sepang International Circuit, Selangor  | 3 February   |                                              | Kane Shepherd                                | Mitchell Cheah                               | Asian Le Mans Series                                  |
| 4     | R4    | Sepang International Circuit, Selangor  | 4 February   | Eshan Pieris                                 | Ugo de Wilde                                 | Kane Shepherd                                | Asian Le Mans Series                                  |
| 4     | R5    | Sepang International Circuit, Selangor  | 4 February   |                                              | Kane Shepherd                                | Ugo de Wilde                                 | Asian Le Mans Series                                  |
| 4     | R6    | Sepang International Circuit, Selangor  | 4 February   |                                              | Hibiki Taira                                 | Kane Shepherd                                | Asian Le Mans Series                                  |
| 5     | R1    | Sepang International Circuit, Selangor  | 13 April     | Daniel Cao                                   | Daniel Cao                                   | Kane Shepherd                                | Blancpain GT Series Asia Malaysia Championship Series |
| 5     | R2    | Sepang International Circuit, Selangor  | 14 April     |                                              | Daniel Cao                                   | Daniel Cao                                   | Blancpain GT Series Asia Malaysia Championship Series |
| 5     | R3    | Sepang International Circuit, Selangor  | 14 April     |                                              | Nazim Azman                                  | Kane Shepherd                                | Blancpain GT Series Asia Malaysia Championship Series |
| 5     | R4    | Sepang International Circuit, Selangor  | 15 April     | Muizz Musyaffa                               | Hibiki Taira                                 | Alessandro Ghiretti                          | Blancpain GT Series Asia Malaysia Championship Series |
| 5     | R5    | Sepang International Circuit, Selangor  | 15 April     |                                              | Presley Martono                              | Presley Martono                              | Blancpain GT Series Asia Malaysia Championship Series |
| 5     | R6    | Sepang International Circuit, Selangor  | 15 April     |                                              | Kane Shepherd                                | Muizz Musyaffa                               | Blancpain GT Series Asia Malaysia Championship Series |

## Classement du championnat
Le championnat suit le système de notation standard des points utilisé en Formule 1, avec l'ajout d'un point pour le tour le plus rapide et de 3 points pour la pole position. Les 24 meilleurs résultats sur 30 courses comptent pour le championnat.
Les premier et deuxième tours de qualification les plus rapides déterminent les positions sur la grille pour la course 1 et la course 4 (dans la manche d'ouverture à Sepang pour la course 3 au lieu de la course 4 en raison de l'annulation de la course). Les tours les plus rapides de la course 1 déterminent les positions sur la grille pour la course 2, tandis que les positions sur la grille de départ de la course 3 sont créées par les positions d'arrivée de la course 2 avec la moitié supérieure de la grille inversée. les positions sur la grille de la course 4 sont basées sur les deuxièmes tours de qualification les plus rapides des pilotes, tandis que le départ de la course 5 est déterminé par les tours les plus rapides de la course 4 et les positions sur la grille de la course 6 sont les positions d'arrivée de la course 5, avec la moitié supérieure de la grille inversée.
En raison d'une erreur de calcul du niveau de carburant, aucune voiture n'a pu terminer la distance complète de la troisième course lors de la manche d'ouverture de la saison à Sepang, par manque d'essence. Le classement a été prononcé après cinq tours de course,.
Les points furent attribués comme suit :
| Position | 1er | 2e | 3e | 4e | 5e | 6e | 7e | 8e | 9e | 10e | Pole | Meilleur tour |
| Points   | 25  | 18 | 15 | 12 | 10 | 8  | 6  | 4  | 2  | 1   | 3    | 1             |

### Classement des pilotes
| Pos | Driver               | SEP1 | SEP1 | SEP1 | SEP1 | SEP1 | SEP1 | CLA | CLA | CLA | CLA | CLA | CLA | CHA | CHA | CHA | CHA | CHA | CHA | SEP2 | SEP2 | SEP2 | SEP2 | SEP2 | SEP2 | SEP3 | SEP3 | SEP3 | SEP3 | SEP3 | SEP3 | Pts |
| --- | -------------------- | ---- | ---- | ---- | ---- | ---- | ---- | --- | --- | --- | --- | --- | --- | --- | --- | --- | --- | --- | --- | ---- | ---- | ---- | ---- | ---- | ---- | ---- | ---- | ---- | ---- | ---- | ---- | --- |
| 1   | Daniel Cao           | 1    | 1    | 2    | 1    | 4    | C    | 2   | 1   | 1   | 1   | 2   | 1   | 1   | 2   | 4   | 2   | 3   | 2   | 1    | 3    | 2    | 8    | 6    | 3    | 2    | 1    | 4    | 7    | 6    | 7    | 508 |
| 2   | Kane Shepherd        | 4    | 5    | 4    | 4    | 2    | C    | 3   | 3   | 4   | 3   | 4   | 2   | 2   | 3   | 3   | 5   | 5   | 3   | 7    | 5    | 8    | 1    | 4    | 1    | 1    | 5    | 1    | 5    | Ret  | 4    | 377 |
| 3   | Ugo de Wilde         |      |      |      |      |      |      |     |     |     |     |     |     | 3   | 1   | 1   | 1   | 1   | 6   | 3    | 8    | Ret  | 2    | 1    | 5    |      |      |      |      |      |      | 212 |
| 4   | Nazim Azman          | 5    | 4    | 6    | 3    | 1    | C    |     |     |     |     |     |     | Ret | 4   | 2   | 3   | 2   | 1   |      |      |      |      |      |      | 6    | 12   | 9    | 6    | 3    | 6    | 205 |
| 5   | Ben Grimes           |      |      |      |      |      |      | 1   | Ret | 2   | 2   | 1   | 3   | Ret | 5   | 6   | Ret | 6   | 4   |      |      |      |      |      |      |      |      |      |      |      |      | 154 |
| 6   | Hibiki Taira         |      |      |      |      |      |      |     |     |     |     |     |     |     |     |     |     |     |     | 5    | 2    | Ret  | 4    | 2    | 2    | 5    | 8    | 7    | 4    | 8    | 5    | 127 |
| 7   | Luke Thompson        | 8    | 7    | 8    | 8    | 8    | C    | 7   | 6   | 7   | 6   | 7   | 6   | WD  | WD  | WD  | WD  | WD  | WD  | 12   | Ret  | 5    | 11   | 12   | 11   | 8    | 6    | 5    | 10   | 7    | 11   | 103 |
| 8   | Muizz Musyaffa       |      |      |      |      |      |      |     |     |     |     |     |     |     |     |     |     |     |     | 10   | 10   | 6    | 6    | 10   | 7    | 4    | 7    | 11   | 2    | 5    | 1    | 99  |
| 9   | Adam Khalid          |      |      |      |      |      |      | 4   | 4   | 3   | Ret | 5   | 5   |     |     |     |     |     |     | 4    | 6    | Ret  | DNS  | 5    | 6    |      |      |      |      |      |      | 97  |
| 10  | Presley Martono      |      |      |      |      |      |      |     |     |     |     |     |     |     |     |     |     |     |     |      |      |      |      |      |      | 10   | 2    | 3    | 3    | 1    | 3    | 93  |
| 11  | Alessandro Ghiretti  |      |      |      |      |      |      |     |     |     |     |     |     |     |     |     |     |     |     |      |      |      |      |      |      | 3    | 3    | 2    | 1    | 2    | 10   | 92  |
| 12  | Eshan Pieris         | 3    | 6    | 5    | 6    | 5    | C    |     |     |     |     |     |     |     |     |     |     |     |     | 8    | 1    | Ret  | DNS  | 8    | Ret  |      |      |      |      |      |      | 88  |
| 13  | Mitchell Cheah       |      |      |      |      |      |      |     |     |     |     |     |     |     |     |     |     |     |     | 6    | 4    | 1    | 5    | 3    | 4    |      |      |      |      |      |      | 85  |
| 14  | Sam Grimes           |      |      |      |      |      |      | Ret | 2   | 8   | Ret | 3   | 8   | 4   | 7   | 7   | 6   | Ret | 5   |      |      |      |      |      |      |      |      |      |      |      |      | 79  |
| 15  | Nayan Chatterjee     | 6    | 3    | 3    | 2    | 3    | C    |     |     |     |     |     |     |     |     |     |     |     |     |      |      |      |      |      |      |      |      |      |      |      |      | 76  |
| 16  | Shivin Sirinarinthon | 9    | 8    | 7    | 7    | 7    | C    | 6   | 7   | 6   | 5   | 6   | 4   |     |     |     |     |     |     |      |      |      |      |      |      |      |      |      |      |      |      | 76  |
| 17  | Danial Frost         | 2    | 2    | 1    | 9    | 9    | C    |     |     |     |     |     |     |     |     |     |     |     |     |      |      |      |      |      |      |      |      |      |      |      |      | 71  |
| 18  | Aaron Love           |      |      |      |      |      |      |     |     |     |     |     |     |     |     |     |     |     |     | 2    | 7    | 3    | 3    | 7    | 8    |      |      |      |      |      |      | 64  |
| 19  | Isyraf Danish        | WD   | WD   | WD   | WD   | WD   | C    |     |     |     |     |     |     |     |     |     |     |     |     |      |      |      |      |      |      | 7    | 4    | 6    | 8    | 4    | 2    | 60  |
| 20  | Timothy Yeo          |      |      |      |      |      |      | 5   | 5   | 5   | 4   | 8   | 7   |     |     |     |     |     |     |      |      |      |      |      |      | 12   | 10   | 8    | 9    | Ret  | 12   | 59  |
| 21  | Sasakorn Chaimongkol |      |      |      |      |      |      |     |     |     |     |     |     | Ret | 6   | 5   | 4   | 4   | 7   |      |      |      |      |      |      |      |      |      |      |      |      | 42  |
| 22  | Perdana Putra Minang | 7    | 9    | 9    | 5    | 6    | C    |     |     |     |     |     |     |     |     |     |     |     |     |      |      |      |      |      |      |      |      |      |      |      |      | 28  |
| 23  | Benson Lin           |      |      |      |      |      |      |     |     |     |     |     |     |     |     |     |     |     |     | 9    | 9    | 7    | 7    | 9    | 9    |      |      |      |      |      |      | 20  |
| 24  | Alister Yoong        |      |      |      |      |      |      |     |     |     |     |     |     |     |     |     |     |     |     | 13   | Ret  | 4    | 9    | 13   | 12   |      |      |      |      |      |      | 14  |
| 25  | Armand Johany        |      |      |      |      |      |      |     |     |     |     |     |     |     |     |     |     |     |     |      |      |      |      |      |      | 11   | 9    | 10   | Ret  | Ret  | 8    | 7   |
| 26  | Arsh Johany          |      |      |      |      |      |      |     |     |     |     |     |     |     |     |     |     |     |     |      |      |      |      |      |      | 9    | 11   | 12   | DNS  | 9    | 9    | 6   |
| 27  | Liam Lawrence        |      |      |      |      |      |      |     |     |     |     |     |     |     |     |     |     |     |     | 11   | 11   | 9    | 10   | 11   | 10   |      |      |      |      |      |      | 4   |
| Pos | Driver               | SEP1 | SEP1 | SEP1 | SEP1 | SEP1 | SEP1 | CLA | CLA | CLA | CLA | CLA | CLA | CHA | CHA | CHA | CHA | CHA | CHA | SEP2 | SEP2 | SEP2 | SEP2 | SEP2 | SEP2 | SEP3 | SEP3 | SEP3 | SEP3 | SEP3 | SEP3 | Pts |

| Couleur  | Résultat                       |
| -------- | ------------------------------ |
| Or       | Vainqueur                      |
| Argent   | 2e place                       |
| Bronze   | 3e place                       |
| Vert     | Classé dans les points         |
| Bleu     | Classé hors des points         |
| Bleu     | Non classé (Nc.)               |
| Violet   | Abandon (Abd.)                 |
| Rouge    | Non qualifié (Nq.)             |
| Rouge    | Non pré-qualifié (Npq.)        |
| Noir     | Disqualifié (Dsq.)             |
| Blanc    | Non partant (Np.)              |
| Blanc    | Forfait (Forf.)                |
| Blanc    | Course annulée (A)             |
| Neutre   | Non présent                    |
| Neutre   | Exclu (Ex.)                    |
| Gras     | Pole position                  |
| Italique | Meilleur tour en course        |
| †        | Classé sans terminer la course |
| 1 2 3 …  | Classement dans la catégorie   |

### Coupe des Pilotes
| Pos | Conducteur           | Points |
| --- | -------------------- | ------ |
| 1   | Kane Berger          | 377    |
| 2   | Hibiki Taira         | 127    |
| 3   | Muizz Musyaffa       | 99     |
| 4   | Alessandro Ghiretti  | 92     |
| 5   | Eshan Pieris         | 88     |
| 6   | Michel Cheah         | 85     |
| 7   | Sam Grimes           | 79     |
| 8   | Shivin Sirinarinthon | 76     |
| 9   | Sasakorn Chaimongkol | 42     |
| dix | Perdana Putra Minang | 28     |
| 11  | Benson-Lin           | 20     |
| 12  | Alister Yoong        | 13     |
| 14  | Armand Johany        | 7      |
| 15  | Arsh Johany          | 6      |
| 16  | Liam Laurent         | 4      |